# Giovanni Domenico Caresana

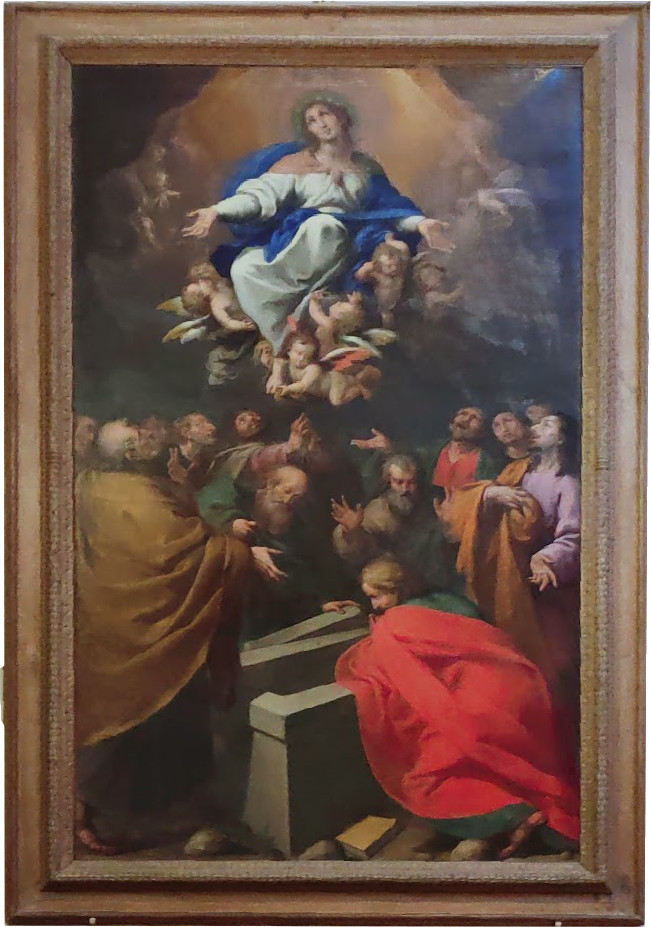
LAssunzione della Vergine, nel santuario della Madonna della noce a Inverigo

Giovanni Domenico Caresana (Cureglia, 13 aprile 1568 – Riva San Vitale, 26 giugno 1619) è stato un pittore e stuccatore svizzero-italiano.

## Biografia
Figlio di Giovanni Pietro, iniziò prestissimo l'attività artistica alle dipendenze dello zio Giovanni Battista Tarilli coadiuvando nel 1589 nell'affresco del Giudizio universale nella chiesa di san Pellegrino ad Altirolo, frazione di Giornico e nel decoro della facciata di casa Stanga a Giornico.
Sin dalle sue prime prove si evince come, per Gian Domenico, i modelli dello zio risultassero arcaici e superati. Nel 1594 e 1595 è attestato il suo soggiorno a Milano. L'artista viene a contatto con la cultura pittorica milanese e questa esperienza sarà decisiva per la sua formazione artistica. A Milano collabora nella decorazione del duomo e nella chiesa di santa Maria in Passerella (tuttavia i suoi lavori presso quest'ultima chiesa sono andati distrutti).
Dopo la formazione milanese, prende inizio la sua attività artistica che si svolge esclusivamente nel canton Ticino e nel comasco, particolarmente nell'Altolario, in Val Chiavenna e in Como città, caratterizzata da una finalità di propaganda religiosa in funzione di fermare l'influenza protestante ed influenzata dai modelli figurativi dell'arte della Controriforma, dell'ultimo manierismo milanese e dalla pittura di Gaudenzio Ferrari, Camillo Procaccini, Simone Peterzano e Antonio Campi.

## Opere

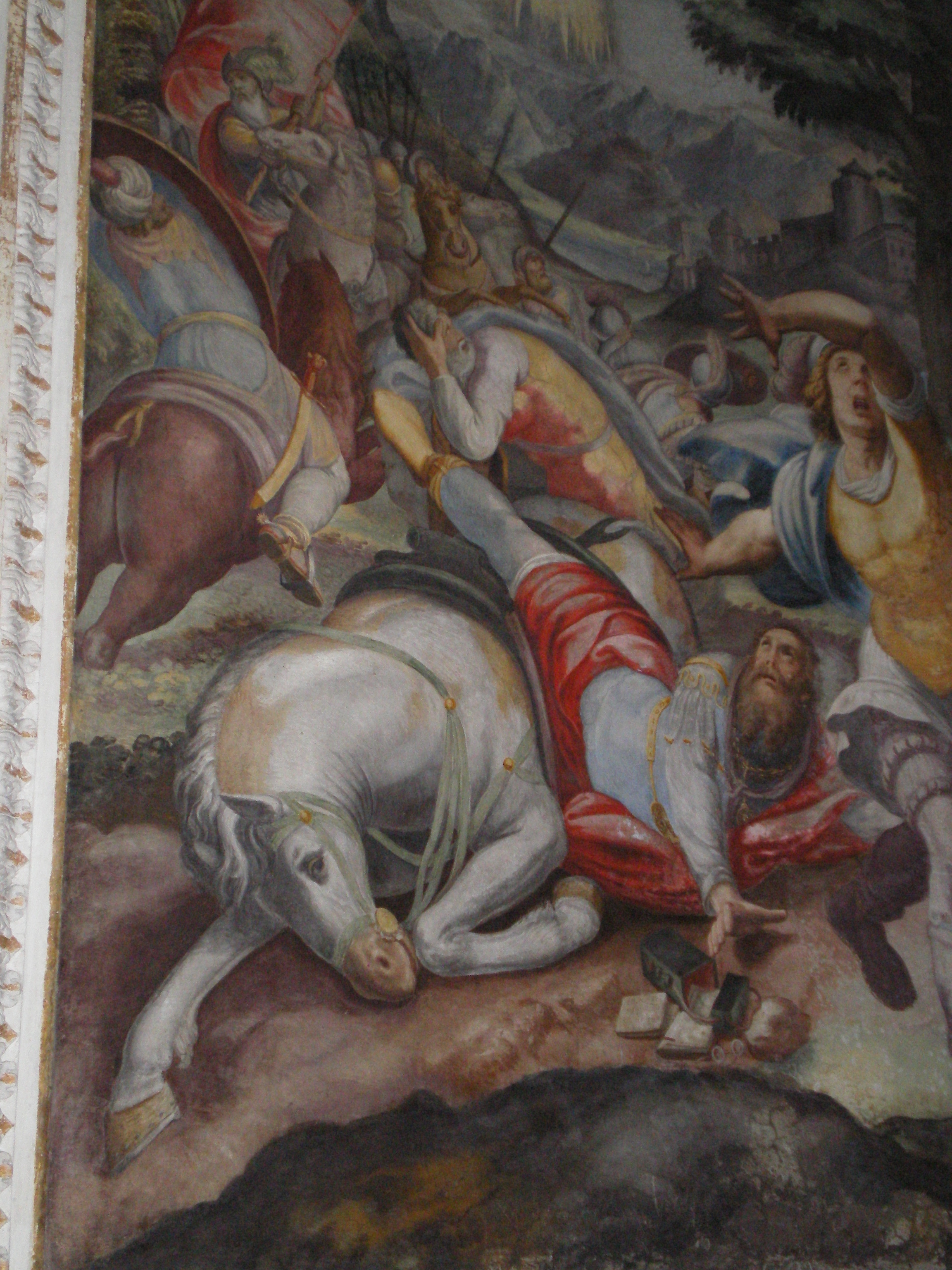
La "Conversione di San Paolo", nella parrocchiale di Domaso

- 1599, Scene della vita di Maria, affreschi e stucchi, presbiterio ed arcone del santuario della Madonna delle lacrime, Dongo.
- 1603, presbiterio e due cappelle laterali, affreschi (distrutti), chiesa di san Fedele, Plesio.
- 1604, Presentazione della Vergine Maria al Tempio, olio su tela, Chiesa di Santa Maria della Purificazione, Comano.
- 1605, Conversione di san Paolo, affresco, chiesa di san Bartolomeo, Domaso.
- 1605, Natività di Gesù, affresco, Santuario della Madonna della Misericordia di Gallivaggio, San Giacomo Filippo.
- 1605, Adorazione dei Magi, affresco, Santuario della Madonna della Misericordia di Gallivaggio, San Giacomo Filippo.
- 1610, San Francesco in adorazione del crocifisso, olio su tela, sacrestia di san Donnino, Como.
- 1611, Assunzione della Vergine, affresco in collaborazione con Francesco Carpano, Basilica di San Fedele, Como.
- 1612, Cappella della Crocifissione, affreschi e pala, Chiesa di san Donnino, Como.
- 1614,[1] La santa Trinità in gloria, affresco, volta della chiesa di sant'Orsola, Como.
- 1614, abside della chiesa di san Giovanni, affreschi, Sonvico.
- 1618?, Veduta della città di Como a volo d'uccello (attribuito), olio su tela, Pinacoteca di palazzo Volpi, Como.
- 1619, Veduta della Villa di Paolo Giovio a Borgovico, olio su tela, Pinacoteca di palazzo Volpi, Como.
- data ignota, Assunzione della Vergine, olio su tela (attribuita), santuario di santa Maria della noce, Inverigo.